# Tegotettix celebensis
Tegotettix celebensis är en insektsart som beskrevs av Günther, K. 1937. Tegotettix celebensis ingår i släktet Tegotettix och familjen torngräshoppor. Inga underarter finns listade i Catalogue of Life.